# معرض باريس الجوي

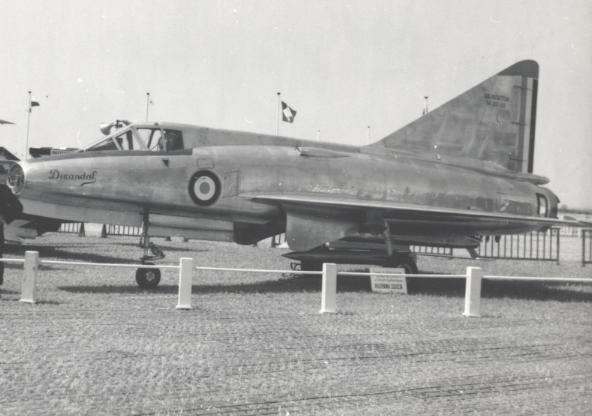
معرض باريس الجوي 1957

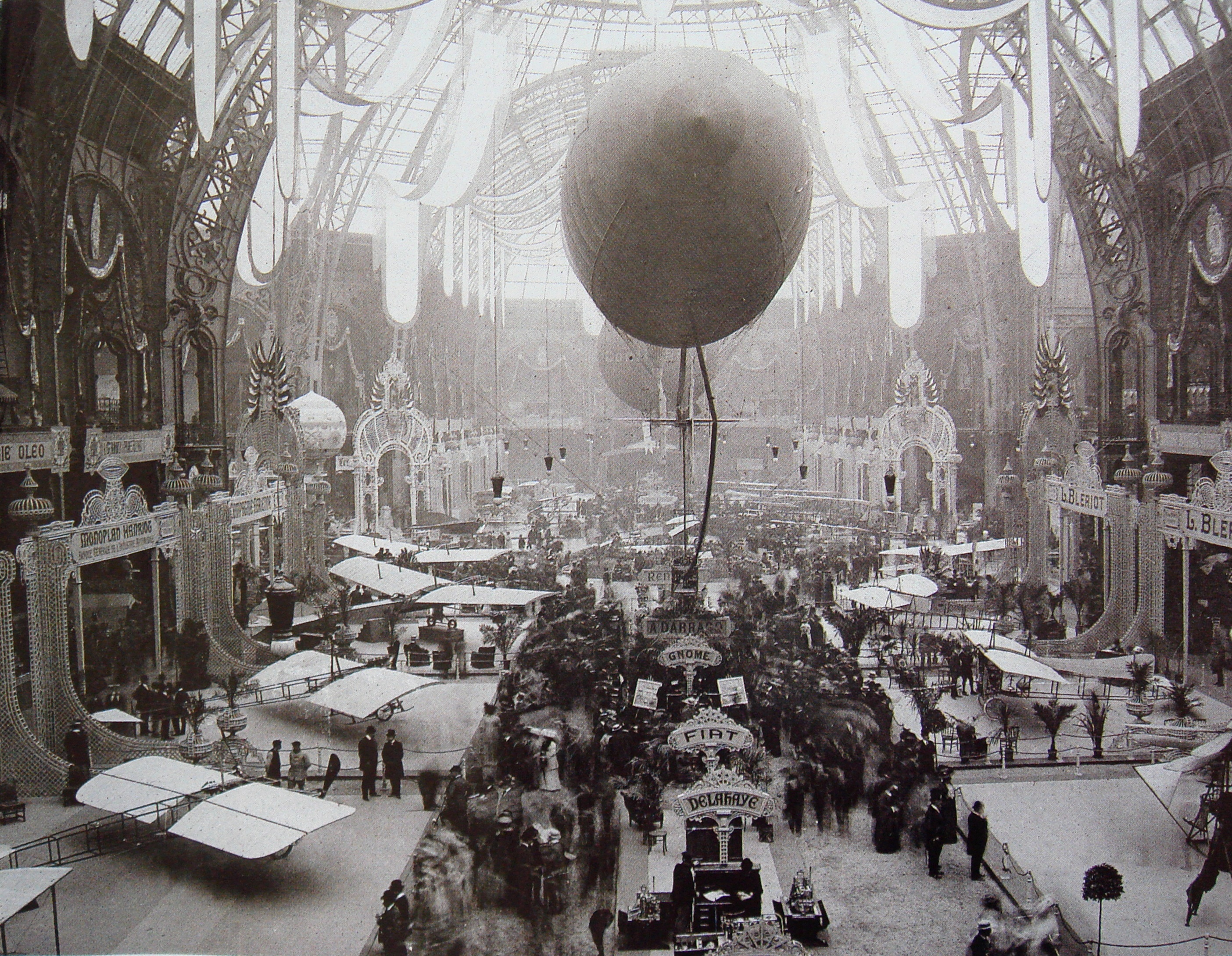
Salon de la locomotion aérienne، معرض باريس الجوي 1909.

معرض باريس الجوي (بالفرنسية: Salon International de l'Aéronautique et de l'Espace, Paris-Le Bourget)‏ هو معرض تجاري دولي للأعمال المتعلقة بالطيران والفضاء. يعقد المعرض في مطار لوبورجيه كل سنة فردية، بالتناوب مع معرض فارنبورو للطيران البريطاني، ومعرض الفضاء والطيران الدولي الألماني. ينظم معرض باريس الجوي بواسطة قلب صناعة الطيران والفضاء الفرنسي Groupement des Industries Françaises Aéronautiques et Spatiales (GIFAS). هدف معرض باريس الجوي الرئيسي هو عرض الطائرات المدنية والعسكرية للزبائن المتوقعون، وهو واحد من أكثر المعارض العالمية احتراماً، وعادةً أكبر عقود البيع يعلن عنها خلال المعرض وذلك لتواصل كبريات الشركات فيه. كل الصناع العالميون وبالإضافة للقوات العسكرية منة مختلف الدول يحضورا المعرض.

## التاريخ
نظم معرض باريس الجوي لأول مرة في عام 1908 كجزء مخصص للطائرات من معرض باريس للسيارات، ومن عام 1909 أصبح معرض باريس الجوي معرض مستقل بذاته، وعقد في غراند بايلس (Grand Palais). عقد المعرض أربع مرات أخرى قبل الحرب العالمية الأولي. ثم انطلق مرة أخرى في عام 1919، ومن عام 1924 عقد المعرض كل عامين. المعرض توقف مرة أخرى بسبب الحرب العالمية الثانية، ثم غنطلق مرة أخرى في عام 1946. ومنذ حينها عقد المعرض في السنين الفردية.
استمر عقد المعرض في جراند باليس ومنذ عام 1949 عقد العرض الجوي في مطار أورلي. في عام 1953 نقل المعرض من جراند باليس إلى لي بورجيه. أصبح معرض باريس الجوي خلال فترة نهاية الستينات وبداية السبعينات غريم قوي دولي لمعرض فارنبروو الجوي في بريطانيا.
ومن أبرز ما عرض كان في معرض 1971 الذي عرض فيه الطائرة إيرباص إيه 300، وفي معرض 1973 عرضت الطائرة الجديدة دوغلاس دي سي-10، ولوكهيد إل-1011 تراي ستار. وأسوء حادث تعرض له المعرض كان عام 1973 عند تحطم الطائرة توبوليف تي يو 144، والتي قتلت أفراد الطاقم الستة، و8 أشخاص على الأرض.

## التواريخ
عقد معرض باريس الجوي 2009 في فترة 15-21 يونيو، وكان ترتيبه 48. فترات عقد المعارض الفائتة كالتالي:
44. 17 - 24 يونيو
45. 15 - 20 يونيو
46. 13 - 19 يونيو
47. 18 - 24 يونيو
48. 15 - 21 يونيو

## معرض باريس الجوي 1989
خلال المعرض سقطت طائرة ميج 29 خلال رحلة استعراضية، بدون وقوع خسائر بشرية. أيضاً عرض لأول مرة مكوك الفضاء بوران وحامله الطائرة أنتونوف أن-225 للعامة خارج روسيا.

## معرض باريس الجوي 2005
عقد معرض باريس الجوي 2005 في الفترة من 13-19 يونيو 2005، وشهد عودة شركات صناعة الطائرات الأمريكية بأعداد كبيرة مرة أخرى بعد أن قل عددها بسبب حرب العراق 2003. انطلق المعرض بعرض جوي للطائرة الجديدة إيرباص إيه 380.

## معرض باريس الجوي 2007

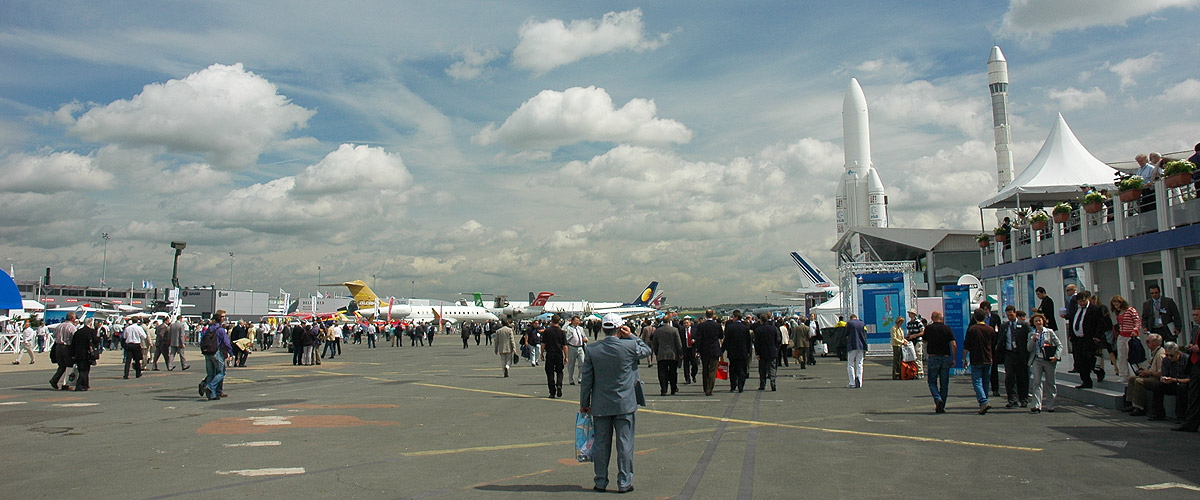
أول يوم في معرض باريس الجوي 2007.

### الطائرات التي عرضت لأول مرة
عرض لأول مرة الطائرات التالية في معرض باريس الجوي 2007:
- إيرباص إيه 330 إ آر تي تي
- أنتونوف إيه إن-148
- بيل/أجوستا بي إيه609
- سوكاتا تي بي إم 850
- الطائرة الإيطالية بدون طيار إس4

### عقود مهمة
الإثنين 18 يونيو
- القطرية أكدت شراء 80 طائرة إيرباص إيه 350 و3 طائرات إيرباص إيه 380 إضافية.
- طيران الإمارات إشتري 8 طائرات إيرباص إيه 380 اضافية.
- خطوط الولايات المتحدة الجوية اشترت 22 طائرة إيه350، و10 إيرباص إيه 330-200، و60 طائرة من عائلة إيرباص إيه 32X (إيه 319، إيه 320، إيه 321).
- خدمات جينرال إلكتريك للطيران التجاري GECAS اشترت 6 طائرات بوينغ 777 طراز الشحن، و60 طائرة من عائلة إيه 32X.
- ليون للطيران اشترت 40 طائرة بوينغ 737-900 إي آر إضافية.
- لوفتهانزا اشترت 30 طائرة إمبراير 190 إي-جيتس.
- الخطوط الجوية اليابانية اشترت 10 طائرات إمبراير 170 إي-جيتس.
- طيران الجزيرة اشترت 30 طائرة إيرباص إيه 320 (+10 اختياري).
- خطوط إس7 الجوية اشترت 25 طائرة إيرباص إيه 320.
- الخطوط الجوية الفرنسية اشترت 18 طائرة من عائلة إيه 32X، وطائرتين إيه 380.

الثلاثاء 19 يونيو
- طيران إنتريبد المحدودة اشترت 20 طائرة إيه330-200إف.
- أي إل إف سي اشترت 50 طائرة بونيغ 787 (+2 اختياري) و10 طائرات من عائلة 737، وطائرة 777-300إي آر.
- خطوط إتألي الجوية ItAli اشترت 10 طائرات سوخوي سوبرجيت 100 (+10 اختياري).

الأربعاء 20 يونيو
- إيروفلوت اشترت 22 طائرة إيه 350.
- خطوط كينج فيشر الجوية اشترت 15 طائرة إيه 350، و5 طائرات إيه 340-500، و10 طائرات إيه 330، و20 طائرة من عائلة إيه 320.
- الخطوط الجوية الأفريقية اشترت 6 طائرات إيه 350.
- طيران الاتحاد اشترى 4 طائرات إيه 340-600، و5 طائرات إيه 330-200، و3 طائرات إيه 330-200 للشحن.
- إيركاسيل المحدودة اشترت 15 طائرة إيه 330-200إف للشحن، و5 طائرات إيه 321 (لكي تؤجرها لإيروفلوت).
- كيه إل إم اشترت 7 طائرات بونيغ 737-700.
- الخطوط الجوية الفرنسية اشترت 9 طائرات بوينغ 777-300إي آر.
- الخطوط الجوية الليبية اشترت 7 طائرات إيه 320، و4 طائرات إيه 330، وأربع طائرات إيه 350.
- سي أي تي اشترت 25 طائرة إيه 320، و7 طائرات إيه 350.
- خطوط أورال الجوية اشترت 5 طائرات إيه 320.
- خطوط إم إن جي الجوية اشترت طائرتين إيه330-200إف.

الخميس 21 يونيو
- أفيانسا اشترت 14 طائرة إيه 320، و5 طائرات إيه 330.
- خطوط هونغ كونغ الجوية اشترت طائرة إيه سي جيه، و30 طائرة إيه 320، و20 طائرة إيه 330.
- بي إي إي جيت مانجمينت اشترت طائرة إيه سي جيه.
- خطوط ماندالا الجوية اشترت 25 طائرة إيه 350وإيه 320.
- خطوط تايجر الجوية اشترت 30 طائرة إيه 320.

الجمعة 22 يونيو
- الخطوط الجوية السنغافورية اشترت 20 طائرة إيه 350.
- خدمات الطيران الوطنية اشترت 20 طائرة إيه 320.

## معرض باريس الجوي 2009
عقد معرض باريس الجوي 2009 بعد 100 سنة من انطلاقه، وعرض المعرض العديد من تكنولوجيا الطيران الحديثة. عقد في فترة 15 إلى 21 يونيو 2009،في مطار لوبروجيه. أثر على المعرض سقوط طائرة الخطوط الجوية الفرنسية الرحلة 447 بالسلب.
اشترت في الخطوط الجوية القطرية 24 طائرة إيرباص إيه 320 بحوالي 1.84 مليار دولار. وأعلنت رولز رويس أنها حصلت على طلبية بقيمة 1.5 مليار دولار لتركيب وصيانة محركات 20 طائرة إيرباص إيه 330 لطيران الخليج.